# کوپلینگ

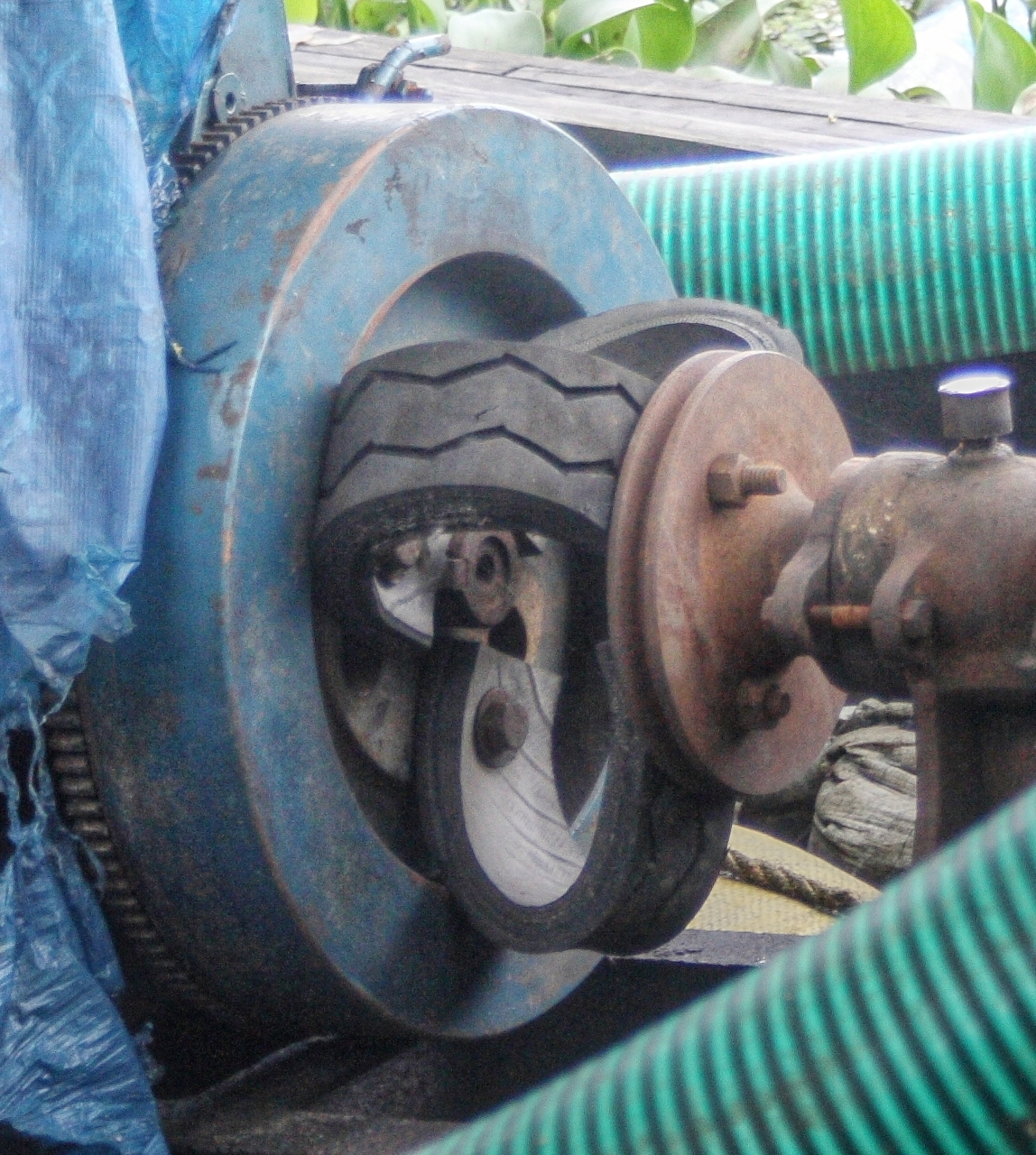
کوپلینگ انعطاف‌پذیر قطعه‌ای از چرخ که درایو شفت موتور و پمپ آب را بهم متصل می‌کند.

کوپلینگ (به انگلیسی: Coupling) قطعه‌ای است که برای اتصال دو شفت به یکدیگر استفاده می‌شود. یکی از موارد استفاده آن در راه‌آهن است، هنگامی که می‌خواهند دو ریل را به یکدیگر متصل کنند. وظیفه این موتور انتقال قدرت، گشتاور و سرعت از یک محور به محور دیگر است.

کوپلینگ چرخنده

## انواع کوپلینگ
- کوپلینگ صلب
- کوپلینگ انعطاف‌پذیر
- کوپلینگ یک تکه
- کوپلینگ دو تکه

## نگارخانه

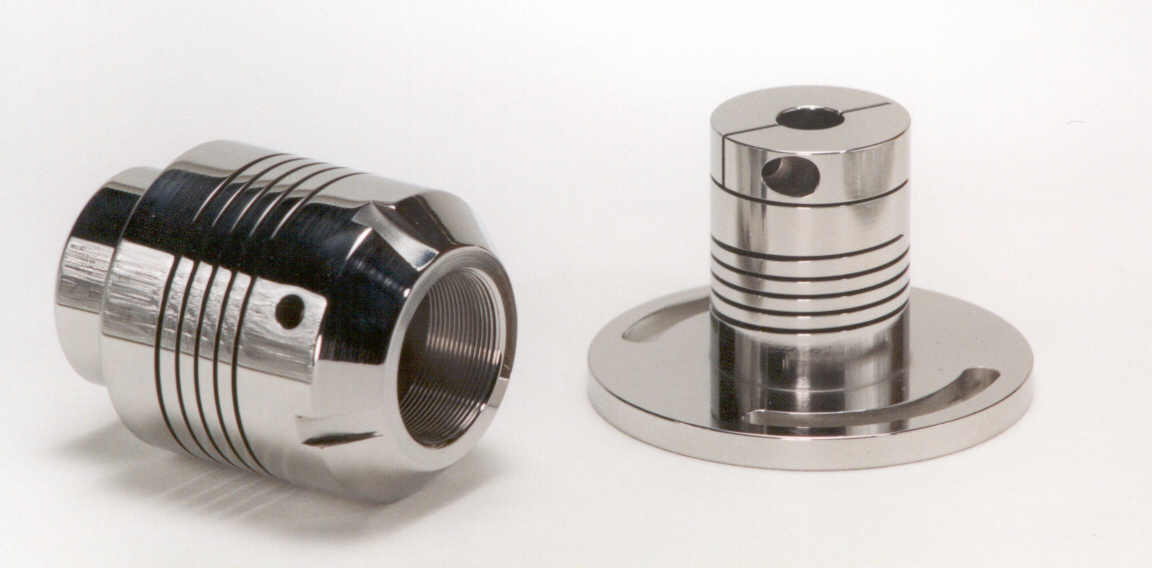
یک کوپلینگ پرتو با ویژگی‌های اختیاری که در آن ماشین کاری شده‌است
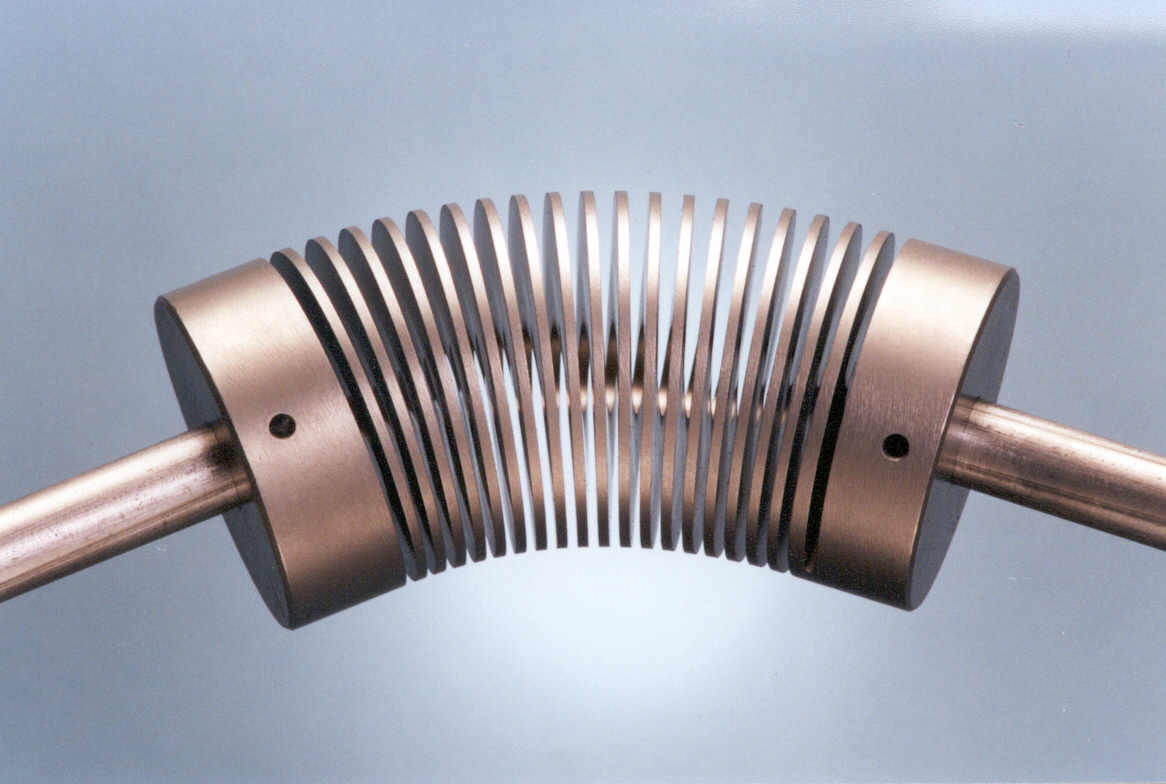
افزایش تعداد سیم پیچ‌ها امکان ناهماهنگی زاویه ای بیشتر را فراهم می‌کند
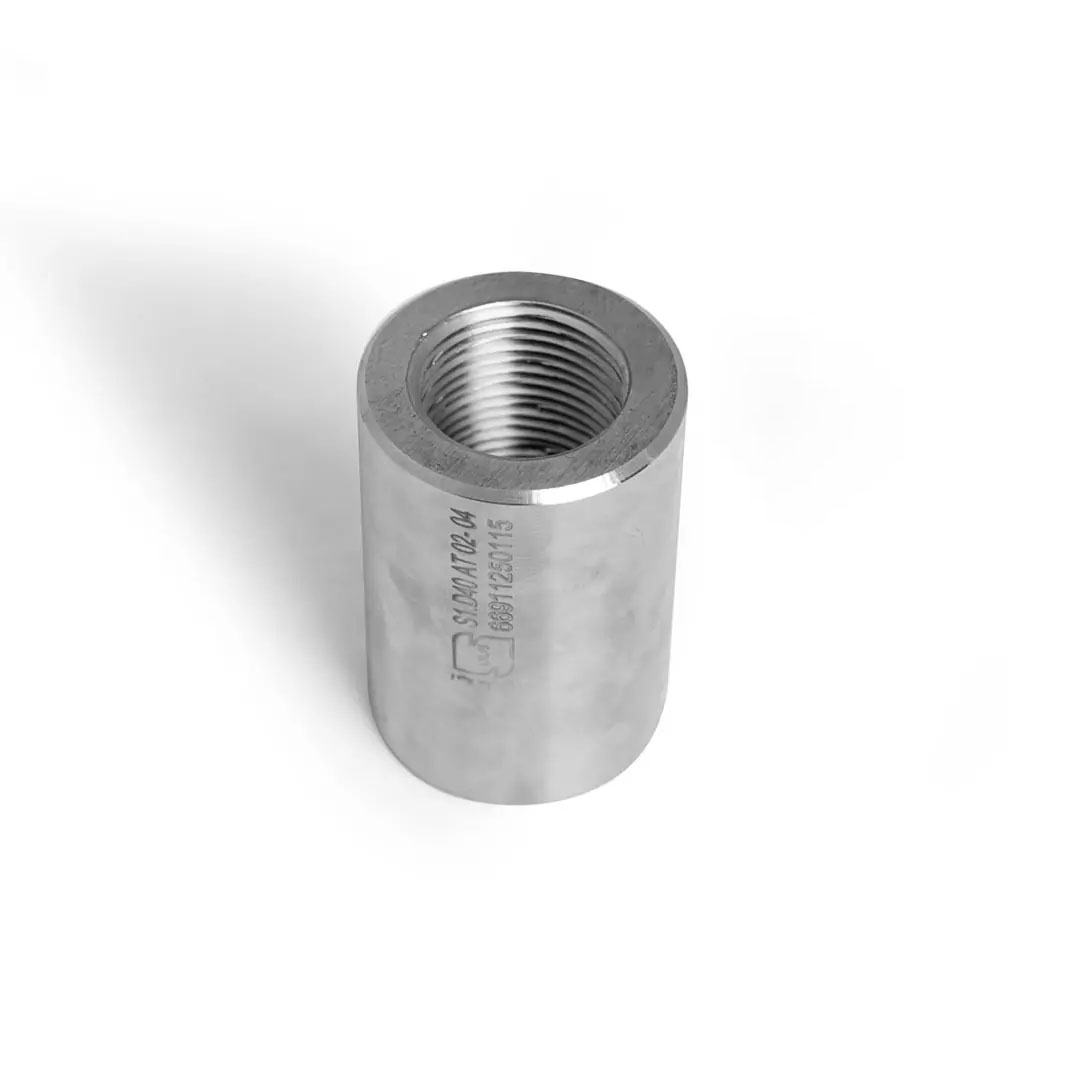
کوپلر میلگرد :  یک نوع وصله مکانیکی میلگرد می باشد که به هنگام آرماتوربندی کاربرد دارد